# René Carron
Pour les articles homonymes, voir Carron.
René Carron est un dirigeant de société et homme politique français, né le 13 juin 1942 à Yenne. 

## Biographie
Fils d'Albert Carron, exploitant agricole et homme politique proche de Joseph Fontanet, ancien président de la caisse régionale du Crédit agricole de Savoie, René Carron suit les traces de son père en devenant également agriculteur plutôt que de choisir une carrière universitaire.
À la tête d'un GAEC de 15 hectares à Yenne spécialisé dans l'élevage de vaches laitières, il s'engage dans le monde agricole. À partir de 1981, il préside la caisse locale du Crédit agricole de Yenne, et, en 1983, il devient président de la Chambre d’agriculture de la Savoie. Président de la caisse régionale de Savoie en 1992, il la fait fusionner avec celle de Haute-Savoie deux ans plus tard, prenant dès lors une importance grandissante au sein du Crédit agricole : membre du bureau à partir de 1995 et président entre 2000 et 2003 de la Fédération nationale du Crédit agricole (FNCA), administrateur puis vice-président de la Caisse nationale de Crédit agricole qu'il contribue à transformer en 2001 en société anonyme cotée, dont il prend la présidence le 2 décembre de l'année suivante. Il lance deux semaines plus tard une OPA sur le Crédit lyonnais, ce qui lui vaut le prix du « stratège de l'année » en 2003.
Il est également président de la SAS Rue La Boétie entre 2001 et 2003, ainsi que membre du conseil de surveillance (depuis 2000) et administrateur (2002-2003) de Crédit agricole Indosuez. Il est aussi depuis 2006, Président du conseil d'administration de l'Organisation du dialogue et de l'intelligence sociale dans la société et l'entreprise (Odisée).
Parallèlement à ses activités bancaires, il poursuit son engagement localement comme président de l'association Savoie 92 pour les Jeux olympiques d'Albertville en 1992, pour la valorisation du département lors des JO. En 1992, il embrasse la politique à la suite de son père en devenant conseiller général du canton de Yenne, puis maire de Yenne en 1995. Proche d'Hervé Gaymard et de Michel Barnier, il accède à la vice-présidence de l'assemblée départementale la même année pour 3 ans. En 2004 il ne se représente pas.

## Fonctions et mandats

### Carrière dans le secteur bancaire
- Depuis 1981 : Président de la caisse locale de Yenne du Crédit agricole.
- Depuis 1991 : Conseiller de la Banque de France de la Savoie (depuis 1991)
- 1992-1994 : Président de la caisse régionale de la Savoie du Crédit agricole
- De 1994 à 2010 : Président de la caisse régionale des Savoie du Crédit Agricole après la fusion avec la caisse de Haute-Savoie.
- De 1995 à 2010 : Membre du bureau de la Fédération nationale du crédit agricole (FNCA)
- De 1999 à 2010 : administrateur de la Caisse nationale de Crédit agricole (CNCA)
- 2000-02 : Vice-président de la CNCA puis de Crédit agricole SA
- juillet 2000 à avril 2003 : Président de la FNCA
- De 2002 à 2010 : Président national du Crédit agricole SA
- De 2003 à 2010 : Vice-président de la FNCA
- Depuis 2005 : Président de la Confédération internationale de Crédit agricole (CICA)

Il est ou a été également membre des conseils d'administration de plusieurs entreprises françaises ou italiennes : Banca Intesa depuis 2002 (Vice-Président depuis 2004), Sofinco entre 2002 et 2004, Eurazeo, Suez, Lagardère SCA depuis 2004 et Fiat depuis août 2007

### Autres fonctions économiques locales
- Président de la Chambre d'agriculture de Savoie (1983-1992)
- Président du Savoie 92 (1988-92)
- Président de la Mission prospective du département de la Savoie (1988-98)
- Président du Groupe d'étude et de mobilisation (Gem) Espaces ruraux (1991) créé par la Première ministre Édith Cresson.
- Président du comité de suivi du plan stratégique Savoie an 2000 (1991-98)
- Membre du Conseil économique et social (2000-2003)

### Carrière politique
- Maire de Yenne (1995-2001).
- Conseiller général (1992-2004), vice-président (1995-98) du Conseil général de la Savoie.

## Distinctions[2]
- Officier de la Légion d'honneur (2009)[3].
- Officier de l'ordre national du Mérite
- Commandeur de l'ordre du Mérite agricole
- Chevalier de l'ordre des Arts et des Lettres

## Sources
- Notice biographique, Who's Who in France, 2008
- Alain Lambert, Discours de remise du prix La Tribune du stratège de l'année 2003 à René Carron, 3 février 2004